# Араука (река)
Араука (на испански: Rio Arauca) е река в Колумбия и Венецуела, ляв приток на река Ориноко. Дължината ѝ е 1050 km, а площта на водосборния басейн – 18 000 km² (1,82% от водосборния басейн на Ориноко).
Река Араука води началото си на 3893 m н.в. под името Караба, от източния склон на Източните Кордилери, в североизточната част на Колумбия. Надолу по течението си река Караба получава последователно имената Читага и Могуа, като последната при излизането си от планините, в близост до венецуелската граница се съединява с идващата отдясно река Кобугон (тя също води началото си от Източните Кордилери) и двете заедно дават началото на същинската река Араука. Оттук до устието си река Араука е типична равнинна река и по цялото си протежение тече на изток през силно заблатените и залесени равнини на Лянос Ориноко, като силно меандрира, разделя се на ръкави и протоци и образува множество крайречни езера (старици). Първите около 200 km служи за граница между Венецуела и Колумбия. Реката има малък по площ водосборен басейн, който освен това е дълъг и тесен и почти липсват по-големи притоци. Основните са Матиюре (ляв) и Карверо (десен). Пълноводието ѝ е през лятото и тогава е достъпна за плитко газещи речни съдове на 600 km от устието си до колумбийския град Араука, административен център на едноименния департамент и най-голям град по течението ѝ.